# Wael B. Hallaq
Wael B. Hallaq est un chercheur et professeur américain d'origine palestinienne spécialiste du droit musulman et de l'Histoire intellectuelle de la civilisation islamique. Il est actuellement l'Avalon Foundation Professor in Humanities au Département des études sur le Moyen-Orient, l'Asie du sud et l'Afrique à l'Université de Columbia. 
Il est considéré comme l'un des principaux chercheurs dans le domaine des études juridiques islamiques et est décrit comme l'une des principales autorités mondiales en matière de droit musulman. 
Il a publié plus de quatre-vingts livres et articles sur des sujets tels que le droit, la théorie juridique, la philosophie, la théorie politique et la logique. En 2009, John Esposito et son comité d'évaluation ont inclus Hallaq dans une liste des 500 musulmans les plus influents au monde pour ses recherches et publications sur le droit islamique, bien qu'Hallaq soit chrétien. 